# West Kennet Long Barrow
West Kennet Long Barrow je 5500 let stara grobna gomila iz neolitika blizu Silbury Hilla v angleški grofiji Wiltshire v kraju West Kennet. To je ena največjih in najbolje ohranjenih grobnic te vrste. Od leta 1986 je na seznamu Unescove svetovne dediščine, tako kot Stonehenge, Avebury and Associated Sites.
John Aubrey v 17. stoletju in William Stukeley v 18. stoletju sta prva pisala o tej gomili.

## Zgradba
Trapezoidna gomila sestoji iz krede in je dolga približno 100 m. Gradbeni material je bil črpan iz plitvih jarkov na vzdolžnih straneh gomile. Široka berma loči jarek od gomile. Jarek je zdaj napolnjen z zemljo. Geofizikalna raziskava je leta 1992 odkrila, da je bila gomila zgrajena v najmanj dveh fazah , kar pojasnjuje njeno naključno smer. Komora na koncu z vzhoda je bila zgrajena iz kremenove skale. Osni prehod grobnice ima pet komor. Atrij pred vhodom je polkrožen s fasado in zaprt z velikimi kamnitimi ploščami.
Arheologi so ga označili kot dolgo gomilo s komorami in je ena od grobnic Severn-Cotswold. Ima dva para nasproti ležečih prečnih komor in eno samo komoro, ki se je uporabljala za pokop. Kamnite pokopne komore so na enem koncu ene najdaljših grobnic v Veliki Britaniji. Za gradnjo naj bi po ocenah porabili 15.700 delovnih ur.

## Pokopi
Našli so ostanke najmanj 46 ljudi, moških, žensk in okoli ducat otrok. Nekaj okostnjakov je bilo popolnih, pri nekaterih so manjkale lobanje. Zdi se, kot da so kosti preuredili in odstranili iz groba za obrede. Predvidevajo, da so grobnico uporabljali (tudi po koncu pokopov) približno 650 let. Našli so zgodnjo neolitsko keramično posodo (Windmill Hill), peterborousko posodo in zvončaste čaše. V obdobju kulture zvončastih čaš je bil grob napolnjen z zemljo in vhod zaprt z vrsto opeke. Preiskava človeških ostankov je pokazala, da so pokojniki pogosto trpeli zaradi artritisa in težav z zobmi.

## Raziskovanje
Prva izkopavanja je med letoma 1678 in 1685 opravil dr. Toope iz Marlborougha. Grobnico je raziskal John Aubrey, William Stukeley je v letih 1723, 1724 izdelal načrt.  Leta 1859 je grobno gomilo raziskoval John Thurnam in našel dele zahodne grobne komore in koridor. Druge komore so odkrili leta 1955 pod vodstvom Stuarta Piggota in Richarda Atkinsona. Vhod je bil obnovljen med izkopavanji.
Gradnja West Kennet Long Barrowa se je začela okoli 3600 pred našim štetjem, kar je približno 400 let pred prvo fazo Stonehengea, v uporabi je bil do okoli 2500 pred našim štetjem. Gomila je bila poškodovana zaradi vsesplošnega kopanja. Arheološka izkopavanja leta 1859 in 1955, 1956 so pokazala vsaj 46 pokopov, od otrok do starejših oseb. Pred kratkim sta ponovna analiza in datiranje 46 ljudi pokazala, da so vsi umrli v 20. do 30. letu starosti. Ta grob je bil odprt 1000 let.
Najnovejša izkopavanja so razkrila, da so stranske komore v notranjosti natančni enakokraki trikotniki, katerih višina je dvakratna dolžina osnove. Artefakti, povezani s pokopi, so neolitska žlebljena posoda, ki je podobna, kot so jo našli na bližnjem Windmill Hillu.

## Galerija
- Vhod v grobnico
- Končni kamen pred vhodom (več kot 2 m visok)
- Srednji hodnik
- Ena od severnih komor
- Ena od južnih komor
- Zahodna komora